# Камък на Самуил
Камъкът на Самуил е гранитна плоча с неправилна форма с диаметър 69 см, произхождащ от петричкото село Самуилово, недалеч от крепостта Ключ. Конфискуван е от дома на Стамен Василев на 15 март 2004 г. и понастоящем се съхранява в Регионалния исторически музей в Благоевград. Датировката и автентичността на паметника е обект на силно оспорвана научна дискусия. Надписът на нея е вляво от врязан по-голям кръст † изсечен е в три реда и гласи:
| „ | Самуил + в Христа Бога верен цар и самодържец всем българом | “ |

Първоначалното предположение на историка Кирил Грънчаров от музея в Благоевград и старобългариста епиграф ст.н.с. д-р Стефан Смядовски е, че това е граничен камък на цар Самуил. След няколко обстойни експертизи на камъка и надписа от акад. Васил Гюзелев, археолога проф. Станислав Станилов от Софийския университет „Св. Климент Охридски“, от професора палеограф Казимир Попконстантинов от Великотърновския университет „Кирил и Методий“ и в БАН – централна лаборатория по минералология и кристалография от Л. Мачева, автентичността на надписа е категорично доказана, заключението уточнява, че плочата е от местен материал от Беласица планина добит в триъгълника между селата Ключ, Самуилово и Яворница, но за надписа – от най-вероятно от времето XI век е само първият ред с името и малкия кръст, а вторите два реда, са писани по-късно към XIV век, според Божидар Димитров плочата е много тънка за граничен знак, който обикновено са с форма на кръгла или призматична колона и вероятно изследвания обект е надгробие на едноименен с царя свещенослужител от XI век, което е дописано през XIV век по политико-пропагандни причини.